# Rihoko Sato
Pour les articles homonymes, voir Sato.
Rihoko Sato est une danseuse et chorégraphe japonaise travaillant dans la troupe Karas de Saburo Teshigawara.

## Biographie
Rihoko Sato a vécu jusqu'à quinze ans aux États-Unis et en Grande-Bretagne où elle a suivi une formation de gymnaste.
En 1995, elle participe aux ateliers de Karas à Tokyo et rejoint la compagnie de Saburo Teshigawara à partir de 1996. Depuis, elle a dansé dans toutes les pièces de la compagnie, et est désormais collaboratrice artistique du chorégraphe pour ses créations. Elle assure aussi le rôle de répétitrice pour les ballets de Teshigawara créés pour d’autres compagnies comme le Nederlands Dans Theater ou le ballet de l'Opéra de Paris.
S'exprimant au sujet de Teshigawara, elle précise : « Sa danse est unique, incomparable. Sa méthode nous enseigne qu'avant de danser, il faut d'abord revenir à un point important : ressentir son corps et l'environnement où il se trouve. À partir de là, il propose une technique qui permet à chacun de questionner son corps et d'inventer des mouvements d'une grande nouveauté. »
Son talent d'interprète est reconnu internationalement ; elle a ainsi reçu le prix de meilleure danseuse aux Ballet2000 à Cannes (France) en 2005, pour son duo avec Václav Kuneš (cs) dans Scream and Whisper, le Japan Dance Forum Award 2007 ainsi que le prestigieux Premio Positano Leonide Massine per La Danza en 2012, décerné précédemment à, entre autres, Rudolf Noureev, Maurice Béjart et Édouard Lock. En 2018, le ministère de l'Éducation, de la Culture, des Sports, des Sciences et de la Technologie du Japon lui remet le prix d'Encouragement artistique en danse. 
Par ailleurs, elle a animé et assisté les ateliers S.T.E.P. (Saburo Teshigawara Education Project). 
Son premier solo, She, chorégraphié par Saburo Teshigawara, a fait forte impression lors de sa création à Tokyo fin 2009. Il est emblématique des performances surprenantes de sa danse au service des chorégraphies de Teshigawara. À une vitesse proprement stupéfiante ou figés dans la plus inhumaine lenteur, les mouvements s’enchaînent, défiant les notions d’horizontalité et de verticalité dans des rotations et des torsions, des précipités qui nous amènent au bord du vertige. Deux courts extraits de L'Homme sans qualités de Robert Musil sont lus, en voix off par Rihoko Sato.
Elle a dansé avec deux danseurs étoiles de l'Opéra de Paris, Aurélie Dupont dans Sleep (2014) et Nicolas Le Riche dans l'opéra SOLARIS (2015), et avec les danseurs du Tokyo Ballet dans l'opéra The Magic Flute (2016).
En 2018, elle entame une carrière solo en tant que chorégraphe, parallèlement à sa collaboration avec Teshigawara. Son premier spectacle, un solo sur les Vêpres de la Vierge de Claudio Monteverdi avec l'ensemble vocal et instrumental La Tempête dirigé par Simon-Pierre Bestion, est présenté au Festival Berlioz 2018 de la Côte-Saint-André.
L'année suivante, elle crée son deuxième solo IZUMI à Karas Apparatus à Tokyo, repris quelques mois plus tard à la Maison de la culture du Japon à Paris après une résidence au Centre National de la Danse. Elle est également invitée en Italie par la Fondazione Nazionale della Danza / Aterballetto, pour laquelle elle chorégraphie la pièce de groupe Traces, présentée dans le programme triple Dreamers (2019).

## Danseuse de Saburo Teshigawara / Karas (sélection)

### Pièces de groupe
- 1995 : I Was Real-Documents
- 1996 : Vacuum
- 1997 : Q
- 1997 : Morning Glory
- 2000 : Light behind Light
- 2000 : Raj Packet-everything but Ravi
- 2001 : Luminous
- 2004 : Kazahana
- 2005 : Scream and Whisper
- 2006 : Black Water
- 2006 : Glass Tooth
- 2007 : Mirror and Music
- 2010 : SKINNERS - dedicated to evaporating things
- 2012 : Dah Dah Sko Dah Dah[10]
- 2014 : Sleep
- 2015 : The Man with Blue Eyes
- 2017 : Sleeping Water
- 2024 : Voice of Desert

### Duos avec Saburo Teshigawara
- 2009 : Obsession
- 2012 : Eclipse
- 2013 : Second Fall
- 2014 : Broken Lights
- 2016 : Tristan and Isolde
- 2016 : The Idiot
- 2022 : Ophelia
- 2022 : Petrouchka
- 2022 : Adagio

### Solos
- 2009 : She
- 2014 : Perfume
- 2022 : Fly Me To The Earth

### Opéras
- 1999 : Turandot
- 2010 : Dido and Aeneas
- 2015 : Solaris
- 2016 : The Magic Flute
- 2018 : Pygmalion

## Chorégraphies
- 2018 : Vêpres de la vierge
- 2019 : Izumi
- 2019 : Traces, pour la compagnie italienne Aterballetto
- 2022 : Forest of Confession

## Prix et disticntions
- 2005 : Prix de Meilleure danseuse de l'année du magazine Ballet2000
- 2008 : Japan Dance Forum Award
- 2012 : 40e Prix Positano Danza Léonide Massine
- 2016 : The New Face Award Japan Dance Critic Award
- 2017 : Baku Ishii Memorial Prize remis à Saburo Teshigawara et Rihoko Sato pour la série Update dance à Karas Apparatus Tokyo
- 2018 : Art Encouragement Prize (danse), par le Ministère de l'Éducation, de la Culture, des Sports, des Sciences et Technologies du Japon